# Centro Thatcher
Centro Thatcher es una organización no gubernamental, de carácter jurídico y con funciones internacionales, centrada en la defensa, divulgación y promoción de las ideas de libertades, fortalecimiento de las democracias y formación de líderes en la región.
Se consideran apartidistas, por lo tanto, no están afiliados a ningún partido político ni electoral, pero alzan su voz a favor de la democracia y la transparencia en ámbitos públicos y privados. Son defensores del libre mercado, gobierno limitado y propiedad privada. Desde su fundación, mantienen constante rechazo por el socialismo y los gobiernos que han ejercido el poder mediante esa tendencia política.
Fue fundado el 19 de agosto de 2019, por el periodista venezolano Guzmán González en Venezuela. Su nombre hace referencia a quién fuera primera ministra del Reino Unido, Margaret Thatcher.
Sus miembros son profesionales en distintas áreas que colaboran con investigaciones e ideas mediante informes que luego presentan en los medios. La mayoría de sus integrantes son o pertenecen a organizaciones liberales, libertarias, conservadoras y otras ramas de la misma corriente que se alinean en discutir temas de relevancia para el mundo.

## Escuelas e institutos
Centro Thatcher mantiene dentro de sus proyectos la creación de centros de formación y alta gerencia para personas enfocadas en emprendimiento, liderazgo, administración de organizaciones y empresarios. Además apuestan a la creación de institutos de investigación en diferencias áreas.
Están próximos a obtener marcas de calidad y validez de universidades reconocidas, licencias gubernamentales e institutos de educación internacional.

## Denuncias
Han denunciado en varias oportunidades las diferentes carencias y fallas en servicios públicos de Venezuela, así como modificaciones a las leyes que consideran fuera de actualidad.
Rechazan mediante comunicados, las agresiones y maltratos a la prensa y a los profesionales de los medios de comunicación, y se han manifestado a favor de la liberación de presos políticos en Venezuela, Nicaragua y Cuba.

## Premios Thatcher
Anualmente celebran la entrega de los Premios Thatcher para galardonar a las personas y organizaciones que destacaron por su trabajo en las áreas de: comunicación, política, salud, deporte, música, cultura, letras, educación, economía, acción social, medio ambiente y derechos humanos. Representan los símbolos, una medalla con la imagen del rostro de Margaret Thatcher, un diploma pergamino y un botón del honor.
También hacen la entrega de la Orden de la Libertad para renglones menos influyentes pero que también aportan los objetivos de la organización.